# حارة بئر فضل (دار سعد)

تعديل مصدري - تعديل

حارة بئر فضل هي إحدى حارات حي أول مايو الواقع بمديرية دار سعد التابعة لمحافظة عدن، بلغ تعداد سكانها 179 نسمة حسب تعداد اليمن لعام 2004.